# Like Me
"Like Me" (рус. Как я) – это официальный дебютный сингл американской поп-группы «Girlicious». Он был выпущен на iTunes 22 апреля 2008, за день до того, как группа была образована в финальном сезоне на реалити-шоу Pussycat Dolls Present: Girlicious.

## Релиз
На iTunes "Like Me" был выпущен 22 апреля 2008 в тот же день когда The CW выпустил в эфир финал, позволив многим фанатам узнать, кто выиграл до того, как финал был показан. Также полутораминутное превью песни было выпущено на их официальном сайте 22 апреля 2008. Он также был выпущен на радио в Индии 19 сентября.

## Появление в чарте
Без надлежащего физического или радио релиза синглу удалось дебютировать 2 строчкой в Bubbling Under Hot 100 Singles и 70 строчкой в Pop 100 основываясь только на цифровых скачиваниях. Вдобавок, в течение недели с 1 мая 2008, "Like Me" сделал "Горячий Меткий Дебют" 4 строчкой в Canadian Hot 100, став мгновенным хитом в Канаде. Клип впервые появился в день финала.

## Клип
Клип "Like Me", режиссёр которого Стивен Антин, вышел в свет вслед за финалом сезона. В видео участвуют «Girlicious» на ринге для бокса, танцуя с Jazze Pha. "Like Me" впервые был показан на Yahoo.com 23 апреля 2008.
Видео выиграло «Самое просматриваемое видео» на MMVA.com с «Stupid Shit», занявшим второе место.

## Версии
Есть 2 различные версии песни. Есть версия iTunes (та версия, где отрывок песни был пропущен) и альбомная версия (a.k.a. видеоверсия). Версия iTunes – это ранняя версия песни, где вокалы различаются (к примеру, вокал Кристины). Вместо «you know I'm fly (know I'm fly)» (рус. ты знаешь, я классная (знаешь, я классная) (вовремя вокала Николь) звучит «you know I'm fly-fly» (рус. ты знаешь, я классная-классная). Есть также подпевка, где вступает часть Тиффани. Во время живых исполнений, они танцуют брейк-данс.
Со времени ухода Тиффани, Кристина исполняет её часть перехода и мелизматический вокал.

## Позиции в чарте
| Чарт (2008)                                           | Наивысшая позиция |
| ----------------------------------------------------- | ----------------- |
| Canadian Hot 100                                      | 4                 |
| Американский Billboard Bubbling Under Hot 100 Singles | 2                 |
| Американский Billboard Pop 100                        | 70                |

## История релиза
| Страна               | Дата                  |
| -------------------- | --------------------- |
| США                  | 22 апреля 2008 года   |
| Канада               | 22 апреля 2008 года   |
| Индия (радио выпуск) | 19 сентября 2008 года |